# Сабри Беркел
Сабри Беркел (на македонска литературна норма: Сабри Беркел; на турски: Sabri Berkel) е художник от Северна Македония от турски произход.

## Биография
Роден е в град Скопие през 1907 година в семейство на родители турци. Следва рисуване в Академията в Белград и във Флоренция. Постепенно творчеството му се съсредоточава в графиката и фреската. Става член на художествения кръг „Групата Д“. Самостоятелните му изложби са организирани в Истанбул, Виена и Берн. Участва в групови изложби в Париж, Амстердам, Атина, Лугано, Виена, Токио, Сао Пауло, на Бианалето във Венеция и други. Носител е на Първа награда за рисуване от Държавната годишна изложба за рисуване и скулптура през 1961 година. Автор е на стенописи с мозайка и живопис.
Сабри Беркел преподава в Академията за изящни изкуства в Истанбул, където е професор по графика. Творбите му са част от колекции в музеи и частни колекции в Турция и чужбина. Живее и твори в Истанбул.